# Rossa (Itália)
Rossa é uma comuna italiana da região do Piemonte, província de Vercelli, com cerca de 185 habitantes. Estende-se por uma área de 11 km², tendo uma densidade populacional de 16,8 hab/km². Faz fronteira com Balmuccia, Boccioleto, Cervatto, Cravagliana, Fobello, Rimasco.

## Demografia
| Variação demográfica do município entre 1861 e 2011                               |
|                                                                                   |
| Fonte: Istituto Nazionale di Statistica (ISTAT) - Elaboração gráfica da Wikipedia |